# Mesves-sur-Loire
Mesves-sur-Loire – miejscowość i gmina we Francji, w regionie Burgundia-Franche-Comté, w departamencie Nièvre.
Według danych na rok 1990 gminę zamieszkiwało 495 osób, a gęstość zaludnienia wynosiła 27 osób/km² (wśród 2044 gmin Burgundii Mesves-sur-Loire plasuje się na 464. miejscu pod względem liczby ludności, natomiast pod względem powierzchni na miejscu 509.).